# 陈善林
陈善林（1909年—？），别名陈鹏，男，上海奉贤人，中国统计学家，曾任上海财经大学教授，中国统计学会理事，上海统计学会顾问。